# رینازیت
رینازیت (انگلیسی: Renuzit) یک برند آمریکایی خوشبوکننده هوا است که توسط کالاهای مصرفی آمریکای شمالی هنکل تولید می‌شود. برند Renuzit زمانی شامل یک پاک‌کننده و لکه‌بر پایه حلال نیز بود.